# Alexander D'Arcy
Alexander D'Arcy, född som Alexander Sarruf 10 augusti 1908 i Kairo, död 20 april 1996 i West Hollywood, Kalifornien, var en egyptisk skådespelare med en internationell filmkarriär. D'Arcy medverkade i omkring 45 filmer, främst i roller som älskvärda gentlemän eller insmickrande skälmar. 
Alexander D'Arcy medverkade bland annat i filmer som Alfred Hitchcocks Champagne (1928), Fången på Zenda (1937), Min fru har en fästman (1937), Det spökar på rivieran (1938), Hur man får en miljonär (1953) och Möte i Hongkong (1955). 1966 medverkade han i tv-serien Läderlappen.

## Filmografi i urval
- 1929 – Champagne
- 1937 – Stolen Holiday
- 1937 – Fången på Zenda
- 1937 – Min fru har en fästman
- 1938 – Det spökar på rivieran
- 1939 – En flicka på väg till Paris
- 1953 – Hur man får en miljonär
- 1954 – De som sälja sig
- 1955 – Möte i Hongkong
- 1955 – Kung på galej
- 1960 – Horror On the Spider Island
- 1964 – Fanny Hill
- 1966 – Läderlappen (TV-serie)
- 1967 – Chikago-massakern